# Apapane de les Hawaii
L'apapane de les Hawaii (Himatione sanguinea) és una espècie d'ocell de la família dels fringíl·lids (Fringillidae). Habita els boscos i matolls de les muntanyes de les illes Hawaii orientals des de Kauai cap a l'est fins a Hawaii.